# Пока (Грузия)
По́ка (груз. ფოკა, з.-арм. Փոկա Пога) — село в Ниноцминдском муниципалитете края Самцхе-Джавахети в Грузии, на берегу озера Паравани. Рядом с селом проходит железнодорожная линия Тбилиси — Ахалкалаки.
При товарообмене используется грузинский лари (иногда армянский драм).
Деревня Пока также богата пшеницей, кукурузой, подсолнухом и другими сельскохозяйственными культурами.
До распада СССР население посёлка было намного больше, чем сейчас, это связано с тем, что многие жители уехали на заработки в Россию. Некоторая часть осталось там жить, а некоторые вернулись обратно, некоторые жители переехали в Муниципальный город, некоторые уехали в столицы: Тбилиси и Ереван. Сейчас же посёлок развивается быстрыми темпами, во многом это благодаря туристам, которые приезжают из других стран в селение, из-за этого многие жители обогащаются за счёт своих магазинов, заправок, сто и т. д. Из-за большого потока туристов, государство, в 2020 году выделила деньги для реставрации дорог в посёлке, постройки платины, отеля, автостоянок, и много другого, как для туристов, так и для жителей посёлка.
Село находится на побережье озера Паравани, поэтому в селе очень развито рыболовство, фактически для многих жителей посёлка оно является основным способом дохода. Ловятся в основным такие рыбы как: ряпушка, карась, карп, сазан, храмули, голавль.

### История жителей
Предки жителей села пришли сюда из регионов: Ардаган, Эрзурум, Чилдыр. В основном все пришли из деревни, которая находилась рядом с Ардаганом или же с окрестностей Чилдыр. Их предки стали беженцами из Османской империи, из-за массовых побоев армянского мирного населения, пришли они в эти земли примерно в 1828—40-х годах, первые переселенцы пришли сюда в 1828 году, были они Аракелянами.
Диалект жителей села выделяется среди всех диалектов Ниноцминдского муниципалитета, так как является западноармянским Чилдырским(Ардаганскии) диалектом. Также этот диалект встречается в селе Баралети(Ахалкалакский Муниципалитет), потому что армяне, которые там живут, являются соотечественниками армян Поки, то есть они жили в одной и той же деревне(регионе), что и армяне Поки. Имеется также предположение, что между армянами Баралети и армянами Поки могут быть дальние родственные связи.

### Про жителей села Мкртчян
С 1950-х до 1990-х годов более 25 % населения села являлись представителями фамилии Мкртчян. Но уже после распада СССР многие эмигрировали в Россию, Армению и в другие страны. А также из-за многих других факторов, численность представителей этой фамилии значительно уменьшилась. На сегодня представители этой фамилии не являются столь доминирующей по численности в селе, но также составляют значительную часть населения.

### Семьи
Мкртчян, Зороглян, Мадоян, Агаян, Чапанян, Безоян, Тертерян, Есаян (От Мкртчян), Алванджян, Чахоян, Испирян, Ованнисян, Овсепян, Куюмчян, Куркчян, Акопян, Маркосян, Косян, Аракелян, Айрапетян, Карапетян, Бабаджанян, Саакян, Кюрегян, Тонаканян, Ахцхецян, Аветисян, Кунджулян, Папикян, Урфанян, Адамян, Каисчян, Клоян, Айвазян, Халачян, Чарбудахян, Торосян, Киларджян, Каракозян, Габоян, Бакарян, Антонян.

## Достопримечательности

### Армянская Церковь
Армянами-переселенцами, которые пришли сюда из окрестностей Ардагана, основали на этих землях армянскую церковь, а привёл их сюда их же священник Тер-Еса, который пришел сюда со своим сыном Тер-Мкртичем, и его потомками. Они и построили первую армянскую церковь в этой деревни, а управляли и следили за ней их потомки. Также этот священник, отдал свою землю, или же усадьбу, односельчанам, чтобы те имели землю под кладбище. Эта церковь до сих пор находится в неплохом состояние, но из-за советских властей, которые в свое время сделали рядом с ней, и даже на её территории сельхоз, она перестала функционировать как церковь. Но за зданием следят, чтобы здание было в нормальном состоянии, к слову, она до сих пор находится на земле одних из потомков священника, у Мкртчянов, и именно они и следят за ней. Рядом с церковью находится одно из самых первых кладбищ армян-переселенцев, если не самое первое. На этом же кладбище похоронены священники Мкртчяны: Тер-Мкртич, Тер-Степан и Тер-Мелкон. Также есть могилы священников Косян. В 2023 году, был представлен проект, по реставрации церкви.

## Известные уроженцы
Агасин Мкртчян - Герой советского союза, ветеран Великой отечественной войны, партизан-герой.

## Топографические карты
- Лист карты K-38-88 Гандзани. Масштаб: 1 : 100 000. Состояние местности на 1982 год. Издание 1984 г.